# Corpus Christi (sărbătoare)

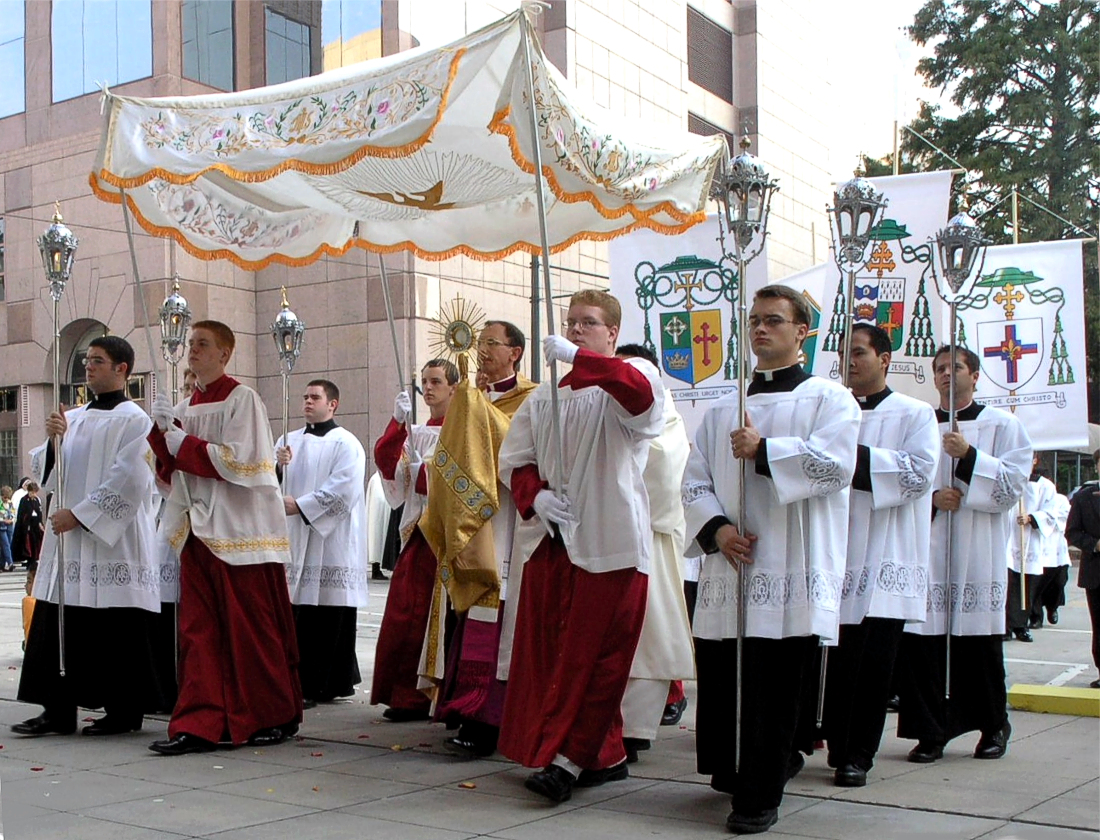
Procesiune de Corpus Christi în Carolina de Nord, 2005

Corpus Christi (sau în latina ecleziastică: Dies Sanctissimi Corporis et Sanguinis Domini Iesu Christi), în trad. "Trupul lui Hristos" sau "Solemnitatea Preasfintelor Trup și Sânge ale lui Hristos" este o sărbătoare romano-catolică introdusă, inițial, în anul 1246 pe teritoriul Principatului episcopal Liège. La 1263 a avut loc minunea euharistică de la Bolsena, explicată de Toma de Aquino și recunoscută de papa Urban al IV-lea. Apoi, în anul 1264, procesiunea a fost extinsă la nivelul întregii Biserici Romano-Catolice. 
Procesiunea de Corpus Christi are loc anual la 60 de zile după Paști, adică în prima zi de joi de după Duminica Sfintei Treimi, corespunzătoare celei de-a doua zi de joi de după Rusalii. La români, această sărbătoare se mai cheamă "Joia Verde". 
Credincioșii romano-catolici poartă în procesiune o hostie consacrată, ca semn al prezenței lui Iisus Hristos în mijlocul lor. Liturghia din acea zi amintește de: spălarea picioarelor apostolilor de către Însuși Iisus, instituirea sacramentului preoției și agonia Lui din Grădina Ghetsimani. Ideea sărbătorii îi aparține Sf. Toma din Aquino, Doctor al Bisericii și sfetnic al papei Urban al IV-lea, care să aibă ca scop o sărbătoare concentrată numai pe Sf. Împărtășanie, punând accentul pe bucuria de a avea acest sacrament, care are Trupul, Sângele, Sufletul și Divinitatea lui Iisus Hristos. 